# Done with Hiding
Done With Hiding је први студијски албум горњомилановачке хардкор-панк групе Soulcage. 

## Подаци о албуму
Албум Done With Hiding је сниман у априлу 2013. године у студију Paradox, Смедерево, а објављен је 2014. године. На албуму се налази 11 ауторских песама. Текстове песама писали су Александар Цоа Петровић и Драган Гиле Лаудановић. Дизајн за омот албума је радио Никола Јовановић (бубњар).

## Листа песама и текстови
| бр. | Назив песме         |
| --- | ------------------- |
| 1.  | Suffocated          |
| 2.  | Done With Hiding    |
| 3.  | One Word            |
| 4.  | Sanity              |
| 5.  | On My Own           |
| 6.  | Related To My Enemy |
| 7.  | Nevermore           |
| 8.  | My Strength         |
| 9.  | D.O.A.              |
| 10. | Time For Lust       |
| 11. | Another Voice       |